# Prachtige Pjotr
Prachtige Pjotr is het tweehonderdzesendertigste stripverhaal uit de reeks van Suske en Wiske. Het is gemaakt door Marc Verhaegen.
Het is gepubliceerd in TV Ekspres van juli 1996 tot en met juni 1997. De eerste albumuitgave in de Vierkleurenreeks was in september 1997, met nummer 253.

## Locaties
- België, Schiphol, Rusland, tsarenrijk tussen Wolga en Jakoetsk, Moskou met het Kremlin, Kathedraal van de Voorbede van de Moeder Gods, berkenbos met de eik waarvan de takken een kruis vormen, rijk van tsaar Spekulaas met kasteel en dorp

## Personages
- Suske (Suskovitch), Wiske (Wiskaja) met Schanulleke, tante Sidonia (Sidoniashka), Lambik (Lambikorin), Jerom (Jeromopov), professor Barabas, politie, bouwvakker, zuster, Pjotr, Tatjana, tsaar Spekulaas, dorpsbewoners, Popov (leverancier van toverij op bestelling), Raspottin, Magiar IX en zijn zoontje Magiar X en het leger

## Uitvinding
- de Gyronef

## Het verhaal
Suske en Wiske bezoeken ’s nachts stiekem een bouwplaats. Daar vinden ze een oud Russisch boek. De politie ziet de kinderen en brengt hen thuis. Wiske hoort het boek ’s nachts praten, maar Suske en tante Sidonia geloven haar niet.
Suske en Wiske gaan de volgende dag opnieuw naar de bouwplaats en horen dat in het huis dat afgebroken wordt een Russische man woonde, die nu is opgenomen in het rusthuis. Suske en Wiske bezoeken Pjotr in het rusthuis en hij is blij zijn boek terug te zien. Pjotr vertelt dat het boek door een prinses geschonken is. Tsaar Spekulaas wilde zijn dochter uithuwelijken aan degene die met een vliegend schip zijn paleis kon bereiken. Pjotr en zijn broer Anatoli bouwden een vliegend schip, maar Anatoli sloot Pjotr op en wierp hem in een kist in de rivier. Pjotr kwam in België terecht en
Wiske besluit hem te helpen, tante Sidonia en Suske geloven het verhaal van de man niet. Pjotr en Wiske verstoppen zich in een kist op Schiphol, maar Schanulleke blijft op de luchthaven achter en wordt gevonden.
Tante Sidonia hoort dat Pjotr verdwenen is en de vrienden besluiten met de Gyronef naar Rusland te reizen. Wiske krijgt Russische kleding en reist met een trojka naar het berkenbos, Pjotr slaat driemaal met een bijl op de stam en dan verschijnt het gouden schip met zilveren mast en vleugels. Ze gaan op weg naar het rijk van tsaar Spekulaas en lezen in het sprookjesboek dat ze iedereen mee moeten nemen die ze tegenkomen op hun reis.
De olie van de gyronef is op en de vrienden maken een noodlanding in een steppegebied. Daarbij is de computer uitgevallen maar Lambik heeft nog een postkaart van het Kremlin. Het vliegende schip komt voorbij en Wiske en Pjotr pikken de vrienden op, zoals in het sprookjesboek staat geschreven. Pjotr duikt in de rivier en wordt weer een jonge man, maar dan komt Anatoli en vertelt dat zijn vliegende schip is uitgebrand door een blikseminslag. Anatoli slaat Pjotr neer, maar moet vluchten als Lambik en Jerom te hulp schieten. Anatoli vliegt weg met het schip en sluit Suske, Wiske en tante Sidonia op in het ruim. De vrienden kunnen Anatoli overmeesteren en sluiten hem op, maar dan komt het schip in een storm terecht. Ze vliegen tegen een kerktoren en storten neer in het bijbehorende dorp.
Anatoli kan ontsnappen en de vrienden horen dat de dorpsbewoners het verhaal van deze boosaardige man en zijn goede broer wel kennen; ze willen de vrienden graag helpen. Pjotr, Lambik en Jerom komen bij Popov en deze laat met zijn magisch stuifmeel beelden zien van het schip en de vrienden in het dorp.
Popov laat een weg verschijnen in het bos, maar als Jerom begint te rennen verandert dit pad in een snelweg. De vrienden lopen langzaam door het toverbos en komen dan bij het dorp terecht en ze worden daar herenigd met hun vrienden. De dorpelingen verwelkomen Pjotr met veel vreugde en ze beginnen het schip te herstellen.
De mysterieuze Raspottin komt aan bij het kasteel van tsaar Spekulaas en biedt zijn diensten aan, dan arriveert het vliegende schip en als Pjotr de hand van de prinses vraagt wordt de tsaar gewaarschuwd door Raspottin. Raspottin zegt de tsaar dat hij de armoedig geklede Pjotr een proef moet laten uitvoeren, hij moet twaalf gebraden ossen opeten. Er worden twaalf ossen naar Pjotr gebracht en Jerom eet deze voor hem op, maar Pjotr moet dan een nieuwe proef volbrengen; de vijver moet leeggedronken worden.
Raspottin zegt de tsaar dat zijn rijken Estland, Letland en Litouwen aan zijn voeten liggen als hij met Tatjana mag trouwen. Pjotr, Lambik, Suske en Jerom graven een geul naar het dal en het water van de vijver stroomt weg. Als de tsaar naar de lege vijver komt kijken hoort hij van een dienaar dat Magiar IX met zijn leger voor de poorten van het rijk is aangekomen. Pjotr moet het leger verslaan voordat hij met de prinses mag trouwen en hij gaat met Suske en Lambik op weg. Jerom komt zijn vrienden te hulp en het leger wordt bij een heuvel verslagen. Tatjana en Pjotr vallen elkaar in de armen op het strijdveld en jaloerse Raspottin ontvoert de prinses, maar Pjotr kan hem verslaan. Raspottin blijkt Anatoli te zijn, hij vertelt dat hij ook verliefd is op de prinses.
Anatoli wordt door tsaar Spekulaas verbannen uit het rijk en Pjotr krijgt toestemming om met de prinses te trouwen. Tante Sidonia en Wiske hebben een prachtig kostuum voor Pjotr gemaakt en Wiske geeft het sprookjesboek aan Pjotr terug, maar het boek vliegt in brand omdat het zijn taak heeft volbracht. De vrienden vieren feest op de huwelijksdag en het rijk van de tsaar is verlost van corruptie.

## Trivia
- Op het titelblad staat vermeld "scenario en tekeningen: Paul Geerts", hoewel Marc Verhaegen het scenario en de tekeningen verzorgde. Ten tijde van het verschijnen was Paul Geerts de officiële tekenaar van Suske en Wiske.
- Het verhaal is gebaseerd op een bekend Russisch sprookje, waarin het verhaal van De zes dienaren te herkennen valt. Eerder inspireerde het sprookje ook het Douwe Dabbertalbum Het schip van ijs (1994).
- Tsaar Speculaas is een woordspeling op tsaar Nicolaas II en het koekje speculaas. Tsaar Nicolaas had in het echt ook een dochter die Tatjana heette:Tatjana Nikolajevna van Rusland.
- Raspottin is een verwijzing naar Raspoetin.
- De Kathedraal van de Voorbede van de Moeder Gods / Basiliuskathedraal en het Kremlin met het Rode plein zijn opgenomen op de Werelderfgoedlijst van UNESCO.